# Stanton by Dale
Stanton by Dale est une paroisse civile et un village du Derbyshire, en Angleterre.